# Ulica Jožeta Jame, Ljubljana
Ulica Jožeta Jame je ena izmed ulic v Ljubljani. 

## Urbanizem
Prične se na križišču s Celovško cesto, medtem ko se konča v križišču s Cesto na Poljane. V svojem teku prečka železniško progo Ljubljana - Jesenice d.m.
Po njej je speljana trasa mestne avtobusne linije št. 8 in 8B.